# Avatar: Frontiers of Pandora
Avatar: Frontiers of Pandora ist ein von Massive Entertainment und Ubisoft entwickeltes Action-Adventure für PlayStation 5, Windows und Xbox Series X/S. Das Open-World-Spiel wurde am 7. Dezember 2023 veröffentlicht.
Das Spiel zählt zum offiziellen Kanon des aus der Filmreihe Avatar bekannten Fantasy-Universums, erzählt jedoch eine für sich stehende Geschichte.

## Handlung und Setting
Im Einzelspielermodus wird Avatar: Frontiers of Pandora aus der Egoperspektive einer eingeborenen Na'vi-Waisen gespielt. Diese wurde von der Resources Development Administration (RDA) zum Soldaten erzogen und ausgebildet, bevor sie in ein künstliches Koma versetzt wurde und sechzehn Jahre später in einer verlassenen Einrichtung auf dem fiktiven Mond Pandora (der im Alpha-Centauri-Sternsystem liegt) aus dem Kryoschlaf aufwacht. Die Na'vi-Waise begibt sich auf eine Reise jenseits der Westgrenze in ihr unbekannte Regionen. Neben der Fortbewegung zu Fuß lässt sich die Spielwelt auch fliegend und reitend entdecken. Im Laufe des Spiels organisiert die Waise den Widerstand der lokalen Na'vi-Stämme gegen die RDA, die versucht, die natürlichen Ressourcen des Mondes auszubeuten. Über einen Charaktereditor und Fähigkeitsbaum lässt sich die Spielfigur anpassen.
Avatar: Frontiers of Pandora ist auch im Koop-Modus zu zweit spielbar.

## Produktion, Marketing und Veröffentlichung
Im März 2017 kündigte Massive Entertainment die Entwicklung eines Spiels aus dem Avatar-Universum an. An der Entwicklung des Spiels beteiligen sich neben Massive Entertainment auch die Filmstudios Lightstorm Entertainment und Disney sowie folgende Ubisoft-Studios: Ubisoft Reflections, Ubisoft Düsseldorf, Ubisoft Shanghai, Ubisoft Leamington, Ubisoft Kiew, Ubisoft Toronto und Ubisoft Montpellier. Im Juni 2021 erschien ein erster Werbetrailer, der das Spiel für das Jahr 2022 ankündigte. In jenem Jahr wurde die Veröffentlichung auf die Jahre 2023/2024 verschoben. Im Juni 2023 wurde der 7. Dezember 2023 als Veröffentlichungstermin bekanntgegeben und ein Gameplay-Trailer veröffentlicht.
Das Spiel wird über Ubisoft Connect und Amazon Luna spielbar sein. Ubisoft bringt von dem Spiel fünf verschiedene Versionen auf den Markt; eine Standard-Edition, eine Amazon-exklusive Limited Edition, eine Gold Edition, eine Ultimate Edition und eine Collector’s Edition. In den Editionen Gold, Ultimate und Collector sind mit dem Season Pass zwei Computerspiel-Erweiterungen (DLCs) namens The Sky Breaker und Secrets of the Spires enthalten, die im Sommer und Herbst 2024 freigeschaltet bzw. veröffentlicht werden.